# Ултимейт Уориър
Уориър (роден Джеймс Брайън Хеуинг; 16 юни 1959 – 8 април 2014) е американски професионален кечист, известен с името Ултимейт Уориър. Работи за World Wrestling Federation (WWF, сега WWE) от 1987 до 1991 и отново през 1992 и 1996.

## Награда „Уориър“
WWE създава награда в негова чест, първият получател на която е млад фен на име Конър Михалек. През 2016 г. Джоан Лунден е втората получателка на наградата.

## Шампионски титли и отличия
- Nu-Wrestling Evolution
  - Световен шампион в тежка категория на NWE (1 път)[3]
- Pro Wrestling Illustrated
  - Завръщане на годината (1992)
  - Вражда на годината (1991) срещу Гробаря
  - Мач на годината (1990) срещу Хълк Хоуган на КечМания 6
  - PWI го класира като № 9 от топ 500 индивидуални кечисти в PWI 500 през 1992[4]
  - PWI го класира като № 101 от топ 500 индивидуални кечисти в PWI Years през 2003[5]
- World Class Wrestling Association
  - Шампион в тежка категория на Тексас на WCWA (1 път)[6]
  - Световен отборен шампион на WCWA (1 път) – с Ланс Вон Ерик[7]
- World Wrestling Federation/WWE
  - Световен шампион в тежка категория на WWF (1 път)[8]
  - Интерконринентален шампион на WWF (2 път)[9][10]
  - Награда „Слами“ за изненадващо завръщане на годината (2014)
  - Залата на славата на WWE (Клас 2014)[11]
- Wrestling Observer Newsletter
  - Най-надценен (1989 – 1991)[12]
  - Най-лошата вражда на годината (1989) срещу Андре Гиганта[12]
  - Най-лошата вражда на годината (1992) срещу Папа Шанго[12]
  - Най-лошата вражда на годината (1998) срещу Хълк Хоуган[12]
  - Най-лошия мач на годината (1989) срещу Андре Гиганта на 31 октомври[12]
  - Най-лошия кечист (1988, 1998)[12]